# 3 grosze (1810–1814)
3 grosze (1810–1814) – miedziana moneta trzygroszowa Księstwa Warszawskiego, bita na podstawie dekretu Fryderyka Augusta, króla saskiego, księcia warszawskiego, z 25 czerwca 1810 r.

## Awers
W centralnej części znajduje się herb sasko-polski – na dwupolowej tarczy nakrytej królewską koroną saską, w lewym polu herb saski, w prawym polu orzeł polski. Po bokach tarczy umieszczono dwie gałązki palmowe skrzyżowane u dołu.

## Rewers
Na tej stronie umieszczono nominał 3, pod nim napis „GROSZE”, poniżej rok bicia 1810, 1811, 1812, 1813 lub 1814, a na samym dole inicjały intendenta mennicy w Warszawie – I.S. (Jan Stockman 1810, 1811) lub I.B. (Jakub Benik 1811, 1812, 1813, 1814).

## Opis
Monetę bito w mennicy w Warszawie, w miedzi, na krążku o średnicy 26 mm, masie 8,6 grama, z rantem ozdobnym z ornamentem. Przez cały rok 1815, również po likwidacji Księstwa Warszawskiego i utworzeniu Królestwa Kongresowego, mennica biła trzygroszówkę z datą wsteczną – 1814. Wg sprawozdań mennicy w latach 1810–1815 w obieg wpuszczono 17 868 677 sztuk. Stopień rzadkości poszczególnych roczników i typów monet przedstawiono w tabeli:
| Rocznik       | Znak intendenta | Stopień rzadkości | Liczba egzemplarzy | Uwagi              | Zdjęcie |
| ------------- | --------------- | ----------------- | ------------------ | ------------------ | ------- |
| 3 grosze 1810 | I.S.            | R                 | 80 001–400 000     | znane są 4 odmiany |         |
| 3 grosze 1811 | I.S.            |                   | > 400 000          | znane są 4 odmiany |         |
| 3 grosze 1811 | I.B.            |                   | > 400 000          | znane są 2 odmiany |         |
| 3 grosze 1812 | I.B.            |                   | > 400 000          | znane są 3 odmiany |         |
| 3 grosze 1813 | I.B.            | R                 | 80 001–400 000     | znane są 2 odmiany |         |
| 3 grosze 1814 | I.B.            |                   | > 400 000          | znane są 2 odmiany |         |